# 金子小一郎
金子 小一郎（かねこ こいちろう、1895年〈明治28年〉2月19日 - 1983年〈昭和58年〉10月17日）は、日本の政治家。神奈川県会議員。藤沢市長（通算6期）。

## 概要
神奈川県高座郡明治村大庭出身。金子角之助の長男。父・角之助は藤沢町長で全国町村会の組織者の一人である。金子家は古くから藤沢町や農会に有力な地位を占める藤沢の旧家である。
1916年、東京農業大学専門部卒業、農業を営んだ。父・角之助が亡くなると藤沢町農会長となり、1942年に市議会における旧村町間の対立を収める格好で藤沢市長となる。同時に大政翼賛会の推薦候補として神奈川県会議員に当選するが、戦後このことが問題となり1946年に藤沢市長を辞職。続いて公職追放処分となる。
追放解除後の1952年に藤沢市長選挙に出馬。市政運営につまづき赤字財政に転落させた現職の伊沢十郎に対し、財政再建を訴え市長に返り咲く。以後、5期連続当選を果たす。
復帰後は緊縮財政と市債による資金吸収につとめ、1957年に公約である黒字化を達成させる。同時に新たな財源としていすゞ自動車を筆頭に工場誘致につとめ、また、非戦災都市のため難航する中で各地区の区画整理を推し進め人口増加に務めた。現在、藤沢市が湘南地区の中核都市とされるのは、これら金子時代の公共事業の成果に負うところが大きいが、同時に1960年代末期になると公害などで開発行政の歪が現れるようになり、自身の高齢多選批判も重なった1968年の市長選では市議会における批判者であった葉山峻に辛勝、1972年に勇退する。 
1958年以来、勇退まで神奈川県市長会会長を務め、1972年に藤沢市名誉市民
。また姉妹都市提携を結んだ松本市とマイアミビーチ市からも名誉市民を授与された。

## 人物
宗教は真言宗。住所は神奈川県藤沢市大庭。

## 家族・親族
金子家
- 父・角之助（1867年 - 1937年、神奈川県農工銀行取締役、高座郡農会長、藤沢町長）[2][3]
- 母・ハナ（1874年 - ?）[2][3]
- 弟[2]
- 妹[2]
  - 伊代子（1904年 - ?、神奈川、遠藤留吉の妻）[2][3]
  - 正子（1913年 - ?、神奈川、山本務本の妻）[2][3]
- 妻・フヂ（1900年 - ?、神奈川、近藤嘉太郎の三女）[3][4]
- 子[4]

親戚
- 甥・山本捷雄（元藤沢市長、正子の子）